# مغامرة لاعب الرجبي المختفي
مغامرة لاعب الرجبي المختفي (بالإنجليزية: The Adventure of the Missing Three-Quarter)‏ واحدة من 56 قصة قصيرة من قصص شيرلوك هولمز التي قام بكتابتها السير آرثر كونان دويل. وتعد واحدة من 13 قصة قصير من سلسلة عودة شيرلوك هولمز، نشرت في عام 1904.

## الترجمة العربية
مغامرة لاعب الرجبي المختفي، مؤسسة هنداوي، ترجمة إسلام سميح الردان ومراجعة نرية محمد صبري.